# 大黑山山脉
大黑山是云南省临沧市沧源佤族自治县的一条山脉，位于县城勐董镇以东6.4公里，呈东北-西南走向，属窝坎大山余脉，主峰位于糯良乡境内，最高海拔2,469米。山脉地跨糯良、单甲、勐省、勐来四个乡镇，面积420.97平方公里。植被南为阔叶林，北为灌木林，是沧源木材的主要产地之一，山顶建有电视转差台和地面卫星接收台。:55:16

## 资料来源
1. ↑  沧源佤族自治县地方志编撰委员会. . 昆明: 云南民族出版社. 1998年12月. ISBN 7-5367-1498-X.
2. ↑  沧源佤族自治县民族中学地理室, 沧源佤族自治县交通局. . 昆明: 云南科技出版社. 2002年12月. ISBN 7-5416-1753-9.